# European League of Football 2023.
European League of Football (ELF) je svoje treće izdanje imala 2023. godine. 
 
Sudjelovalo je sedamnaest klubova iz devet država. 
Prvak ELF-a je postala momčad "Rhein Fire" koja predstavlja njemačke gradove Düsseldorf i Duisburg. 

## Sustav natjecanja
17 klubova je podijeljeno u tri konferencije - "Sjevernu" (engl. Northern Conference), "Centralnu" (engl. Central Conference) i "Južnu" (eng. Southern Conference). U ligaškom dijelu kroz 14 kola (vikenda) svaki klub odigra dvanaest utakmica - dvije protiv svakog kluba iz svoje konferencije, te po dvije protiv dva kluba (ako je u konferenciji 5 klubova) ili jednog kluba (ako je u konferenciji 6 klubova) iz druge dvije konferencije. Po završetku ligaškog dijela, prvopasirani klubovi iz konferencija, te tri sljedeća kluba s najboljim rezultatom se plasiraju u doigravanje ("wild card" runda, poluzavršnica i završna utakmica - "ELF Championship Game").

## Sudionici
| klub                   | sjedište             | stadion                                                                                              | napomene                |
| Zapadna konferencija   | Zapadna konferencija | Zapadna konferencija                                                                                 | Zapadna konferencija    |
| ---------------------- | -------------------- | --- | ----------------------- |
| Cologne Centurions     | Köln                 | Südstadion Sportpark Höhenberg                                                                       |                         |
| Frankfurt Galaxy       | Frankfurt na Majni   | PSD Bank Arena                                                                                       |                         |
| Hamburg Sea Devils     | Hamburg              | Stadion Hoheluft Volksparkstadion                                                                    |                         |
| Paris Musketeers       | Pariz                | Stade Jean-Bouin                                                                                     |                         |
| Rhein Fire             | Düsseldorf Duisburg  | Schauinsland-Reisen-Arena, Duisburg                                                                  |                         |
|                        |                      | |                         |
| Centralna konferencija |                      | |                         |
| Barcelona Dragons      | Barcelona Terrassa   | Estadi Olímpic de Terrassa                                                                           |                         |
| Helvetic Guards        | Zürich Wil           | Lidl Arena, Wil                                                                                      |                         |
| Milano Seamen          | Milano               | Velodromo Maspes-Vigorell                                                                            |                         |
| Munich Ravens          | München Unterhaching | Sportpark Unterhaching                                                                               |                         |
| Raiders Tirol          | Innsbruck            | Tivoli Stadion Tirol                                                                                 |                         |
| Stuttgart Surge        | Stuttgart            | Gazi-Stadion auf der Waldau                                                                          |                         |
|                        |                      | |                         |
| Istočna konferencija   |                      | |                         |
| Berlin Thunder         | Berlin               | Friedrich-Ludwig-Jahn-Sportpark                                                                      |                         |
| Fehérvár Enthroners    | Stolni Biograd       | First Field                                                                                          |                         |
| Leipzig Kings          | Leipzig              | Bruno-Plache-Stadion                                                                                 | odustali tijekom sezone |
| Panthers Wrocław       | Wrocław              | Stadion Olimpijski                                                                                   |                         |
| Prague Lions           | Prag                 | Stadion FK Viktoria Žižkov (eFotbal aréna) Sportovní centrum Hostivař Atletický stadion Slavia Praha |                         |
| Vienna Vikings         | Beč                  | Hohe Warte Stadium Generali Arena Footballzentrum Ravelin                                            |                         |
|                        |                      | |                         |

Novi klubovi u sezoni 2023. 
- Prague Lions
- Paris Musketeers
- Milano Seamen
- Fehérvár Enthroners
- Munich Ravens
- Helvetic Guards

Klubovi koji su napustili ligu nakon sezone 2022. 
- Istanbul Rams

Klubovi koji su napustili ligu tijekom odigravanja sezone 
- Leipzig Kings

## Rezultati i ljestvica

### Ligaški dio

#### Ljestvice
| Zapadna konferencija | Zapadna konferencija | Zapadna konferencija | Zapadna konferencija | Zapadna konferencija | Zapadna konferencija | Zapadna konferencija | Zapadna konferencija | Zapadna konferencija | Zapadna konferencija | Zapadna konferencija | Zapadna konferencija |
| mj.                  | klub                 | ut                   | pob                  | por                  | ner                  | poen+                | poen-                | raz                  | post.                | konferencija         |                      |
| -------------------- | -------------------- | -------------------- | -------------------- | -------------------- | -------------------- | -------------------- | -------------------- | -------------------- | -------------------- | -------------------- | -------------------- |
| 1.                   | Rhein Fire           | 12                   | 12                   | 0                    | 0                    | 540                  | 199                  | +341                 | 1,000                | 8-0                  | doigravanje          |
| 2.                   | Frankfurt Galaxy     | 12                   | 10                   | 2                    | 0                    | 382                  | 233                  | +149                 | 0,833                | 6-2                  | doigravanje          |
| 3.                   | Paris Musketeers     | 12                   | 6                    | 6                    | 0                    | 320                  | 277                  | +43                  | 0,500                | 4-4                  |                      |
| 4.                   | Hamburg Sea Devils   | 12                   | 4                    | 8                    | 0                    | 247                  | 278                  | -31                  | 0,333                | 2-6                  |                      |
| 5.                   | Cologne Centurions   | 12                   | 4                    | 8                    | 0                    | 186                  | 330                  | +144                 | 0,333                | 0-8                  | ↓COL                 |

| Centralna konferencija | Centralna konferencija | Centralna konferencija | Centralna konferencija | Centralna konferencija | Centralna konferencija | Centralna konferencija | Centralna konferencija | Centralna konferencija | Centralna konferencija | Centralna konferencija | Centralna konferencija |
| mj.                    | klub                   | ut                     | pob                    | por                    | ner                    | poen+                  | poen-                  | raz                    | post.                  | konferencija           |                        |
| ---------------------- | ---------------------- | ---------------------- | ---------------------- | ---------------------- | ---------------------- | ---------------------- | ---------------------- | ---------------------- | ---------------------- | ---------------------- | ---------------------- |
| 1.                     | Stuttgart Surge        | 12                     | 10                     | 2                      | 0                      | 387                    | 237                    | +150                   | 0,833                  | 8-2                    | doigravanje            |
| 2.                     | Raiders Tirol          | 12                     | 8                      | 4                      | 0                      | 307                    | 230                    | +77                    | 0,667                  | 8-2                    |                        |
| 3.                     | Munich Ravens          | 12                     | 7                      | 5                      | 0                      | 425                    | 338                    | +87                    | 0,583                  | 7-3                    |                        |
| 4.                     | Helvetic Guards        | 12                     | 3                      | 9                      | 0                      | 174                    | 378                    | -204                   | 0,250                  | 3-7                    |                        |
| 5.                     | Barcelona Dragons      | 12                     | 2                      | 10                     | 0                      | 199                    | 390                    | -191                   | 0,167                  | 2-8                    |                        |
| 6.                     | Milano Seamen          | 12                     | 2                      | 10                     | 0                      | 328                    | 497                    | -169                   | 0,167                  | 2-8                    |                        |

| Istočna konferencija | Istočna konferencija | Istočna konferencija | Istočna konferencija | Istočna konferencija | Istočna konferencija | Istočna konferencija | Istočna konferencija | Istočna konferencija | Istočna konferencija | Istočna konferencija | Istočna konferencija |
| mj.                  | klub                 | ut                   | pob                  | por                  | ner                  | poen+                | poen-                | raz                  | post.                | konferencija         |                      |
| -------------------- | -------------------- | -------------------- | -------------------- | -------------------- | -------------------- | -------------------- | -------------------- | -------------------- | -------------------- | -------------------- | -------------------- |
| 1.                   | Vienna Vikings       | 12                   | 12                   | 0                    | 0                    | 414                  | 180                  | +234                 | 1,000                | 10-0                 | doigravanje          |
| 2.                   | Berlin Thunder       | 12                   | 8                    | 4                    | 0                    | 378                  | 188                  | +190                 | 0,667                | 7-3                  | doigravanje          |
| 3.                   | Panthers Wrocław     | 12                   | 8                    | 4                    | 0                    | 385                  | 221                  | +164                 | 0,667                | 7-3                  | doigravanje          |
| 4.                   | Fehérvár Enthroners  | 12                   | 3                    | 9                    | 0                    | 218                  | 424                  | -206                 | 0,250                | 2-7                  |                      |
| 5.                   | Leipzig Kings        | 12                   | 2                    | 10                   | 0                    | 189                  | 397                  | -198                 | 0,167                | 2-8                  | ↓LEI                 |
| 6.                   | Prague Lions         | 12                   | 1                    | 11                   | 0                    | 155                  | 441                  | -286                 | 0,083                | 1-9                  |                      |

↑LEI  - Leipzig Kings odustali nakon 6. tjedna lige u srpnju 2024, te im je potom ukinuta licenca za natjecanje. Vodstvo lige je potom naknadno registriralo preostale neodigrane rezultate Leipzig Kings 

↑COL  - obje utakmice Cologne Centurions protiv Leipzig Kings su registrirane 16:16, ali se vode kao pobjede Cologne Centurions, odnosno porazi Leipzig Kings

#### Rezultatska križaljka
Igrano od 3. lipnja do 3. rujna 2023. 
| konferencija | kratica | klub                | Zapadna | Zapadna | Zapadna | Zapadna | Zapadna |       | Centralna | Centralna | Centralna | Centralna | Centralna | Centralna |               | Istočna | Istočna | Istočna | Istočna | Istočna | Istočna |
| konferencija | kratica | klub                | PAR     | COL     | FRA     | HAM     | RHE     | RAI   | MIL       | MUN       | STU       | BAR       | HEL       | VIE       | PRA           | FEH     | BER     | LEI     | PAN     |         |         |
| Zapadna | PAR     | Paris Musketeers    |         | 40:12   | 21:23   | 37:23   | 25:37   |       |           |           | 20:29     | 50:9      |           |           |               |         |         |         |         |         |         |
| Zapadna | COL     | Cologne Centurions  | 17:24   |         | 9:22    | 17:34   | 0:42    |       |           |           |           |           |           |           | 37:9          |         |         | 16:16 * |         |         |         |
| Zapadna | FRA     | Frankfurt Galaxy    | 30:13   | 33:22   |         | 17:14   | 38:48   |       | 53:14     |           |           |           |           |           |               | 46:0    |         |         |         |         |         |
| Zapadna | HAM     | Hamburg Sea Devils  | 19:25   | 18:14   | 13:23   |         | 22:27   |       |           |           |           |           |           |           |               |         | 37:17   |         | 17:10   |         |         |
| Zapadna | RHE     | Rhein Fire          | 58:28   | 62:3    | 33:9    | 40:9    |         |       |           | 39:25     |           |           | 51:0      |           |               |         |         |         |         |         |         |
| |         |                     |         |         |         |         |         |       |           |           |           |           |           |           |               |         |         |         |         |         |         |
| Centralna | RAI     | Raiders Tirol       |         |         |         |         |         |       | 38:13     | 25:24     | 28:38     | 29:13     | 24:14     | 13:34     |               |         |         |         |         |         |         |
| Centralna | MIL     | Milano Seamen       |         |         | 33: 40  |         |         | 27:42 |           | 29:50     | 27:78     | 33:41     | 32:0      |           |               |         |         |         |         |         |         |
| Centralna | MUN     | Munich Ravens       |         |         |         |         | 23:60   | 38:59 | 56:37     |           | 9:28      | 55:0      | 35:6      |           |               |         |         |         |         |         |         |
| Centralna | STU     | Stuttgart Surge     | 14:6    |         |         |         |         | 6:3   | 40:26     | 30:32     |           | 33:14     | 47:19     |           |               |         |         |         |         |         |         |
| Centralna | BAR     | Barcelona Dragons   | 6:37    |         |         |         |         | 3:17  | 28:33     | 15:39     | 22:31     |           | 29:17     |           |               |         |         |         |         |         |         |
| Centralna | HEL     | Helvetic Guards     |         |         |         |         | 17:34   | 7:22  | 31:24 OT  | 10:39     | 31:13     | 22:19 2OT |           |           |               |         |         |         |         |         |         |
| |         |                     |         |         |         |         |         |       |           |           |           |           |           |           |               |         |         |         |         |         |         |
| Istočna | VIE     | Vienna Vikings      |         |         |         |         |         | 13:7  |           |           |           |           |           |           | 69:21         | 21:20   | 16:9    | 47:14   | 24:21   |         |         |
| Istočna | PRA     | Prague Lions        |         | 14:23   |         |         |         |       |           |           |           |           |           | 9:55      |               |         | 6:43    | 15:18   | 13:73   |         |         |
| Istočna | FEH     | Fehérvár Enthroners |         |         | 13:48   |         |         |       |           |           |           |           |           | 12:41     | 35:0 pf, 19:3 |         | 3:36    | 47:24 * | 6:35    |         |         |
| Istočna | BER     | Berlin Thunder      |         |         |         | 23:16   |         |       |           |           |           |           |           | 24:27     | 40:7          | 60:6    |         | 39:14 * | 36:27   |         |         |
| Istočna | LEI     | Leipzig Kings       |         | 16:16 * |         |         |         |       |           |           |           |           |           | 14:47 *   | 0:35 pf       | 47:24   | 14:39   |         | 6:31    |         |         |
| Istočna | PAN     | Panthers Wrocław    |         |         |         | 34:25   |         |       |           |           |           |           |           | 16:20     | 29:23         | 63:33   | 15:12   | 31:6 *  |         |         |         |
| |         |                     |         |         |         |         |         |       |           |           |           |           |           |           |               |         |         |         |         |         |         |
| podebljan rezultat - 1. utakmica između klubova rezultat normalne debljine - 2. utakmica između klubova OT / 2OT - nakon produžetaka 35:0 pf / 0:35 pf - rezultat bez borbe * - administrativno dodijeljeni rezultati za utakmice Leipzig Kings |         |                     |         |         |         |         |         |       |           |           |           |           |           |           |               |         |         |         |         |         |         |

### Doigravanje

#### Wildcardrunda
| Datum           | Mjesto odigravanja, stadion            | Domaći sastav    | Rezultat | Gostujući sastav | Napomene | Izvještaji |
| --------------- | -------------------------------------- | ---------------- | -------- | ---------------- | -------- | ---------- |
| 9. rujna 2023.  | Frankfurt na Majni, PSD Bank Arena     | Frankfurt Galaxy | 20:3     | Berlin Thunder   |          |            |
| 10. rujna 2023. | Stuttgart, Gazi-Stadion auf der Waldau | Stuttgart Surge  | 37:14    | Panthers Wrocław |          |            |

#### Poluzavršnica
| Datum           | Mjesto odigravanja, stadion         | Domaći sastav  | Rezultat | Gostujući sastav | Napomene | Izvještaji |
| --------------- | ----------------------------------- | -------------- | -------- | ---------------- | -------- | ---------- |
| 16. rujna 2023. | Beč, Generali Arena                 | Vienna Vikings | 33:40    | Stuttgart Surge  |          |            |
| 17. rujna 2023. | Duisburg, Schauinsland-Reisen-Arena | Rhein Fire     | 42:23    | Frankfurt Galaxy |          |            |

#### ELF Championship Game
| Datum           | Mjesto odigravanja, stadion         | Sastav 1   | Rezultat | Sastav 2        | Napomene                 | Izvještaji |
| --------------- | ----------------------------------- | ---------- | -------- | --------------- | ------------------------ | ---------- |
| 24. rujna 2023. | Duisburg, Schauinsland-Reisen-Arena | Rhein Fire | 53:34    | Stuttgart Surge | "Rhein Fire" prvak EFL-a |            |

## Vanjske poveznice
- (engl.) europeanleague.football
- (njem.) football-aktuell.de, ELF
- rezultati.com, European League of Football
- (engl.) sofascore.com, European League of Football